# Personaggi lovecraftiani
I personaggi lovecraftiani sono i protagonisti umani delle vicende narrate dallo scrittore horror Howard Phillips Lovecraft, che nei suoi racconti ha dato vita a un numero considerevole di personaggi mostri, alieni, divinità ed altre entità di diversa origine.
Essi presentano, in qualche maniera, caratteristiche autobiografiche, e si tratta di persone fuori dall'ordinario, che bramano la conoscenza sopra ogni cosa. Il sapere può essere ottenuto, ma quasi sempre a carissimo prezzo: infatti, l'incontro con i Miti di Cthulhu ha conseguenze terribili per la mente umana, al punto che molti dei protagonisti dei racconti finiscono con l'impazzire o con il suicidio a causa dei terribili segreti di cui sono venuti a conoscenza. Conoscere nel profondo gli antichi miti, nella maggior parte dei casi, è un fardello troppo difficile da sopportare per la fragile psiche di un essere umano.

## Abdul Alhazred
È il cosiddetto "arabo pazzo", colui che avrebbe scritto il libro immaginario intitolato Kitab al-Azif (meglio noto come Necronomicon). Questo personaggio compare per la prima volta nel breve racconto di Lovecraft intitolato Storia del Necronomicon (1927).

## Randolph Carter
Questo forse è il personaggio con più componenti autobiografiche di tutta la produzione di Lovecraft. Come Lovecraft, anche Carter è un sognatore, scontento del mondo in cui si trova a vivere.
Presente nei racconti: La dichiarazione di Randolph Carter, Alla ricerca del misterioso Kadath, La chiave d'argento, Attraverso le porte della chiave d'argento.

## Richard Upton Pickman
Richard Upton Pickman è un pittore di Boston, è considerato uno dei migliori, per il realismo che riesce ad imprimere nei suoi quadri. Quello che rende Pickman particolare, sono i soggetti che egli ritrae: i ghoul, creature deformi che si nutrono di cadaveri. I suoi quadri sembrano talmente vivi che a qualcuno viene il sospetto che non dipinga soggetti di fantasia, ma piuttosto che usi dei modelli in carne e ossa.
Presente nei racconti: Il modello di Pickman, Alla ricerca del misterioso Kadath.

## Charles Dexter Ward
Presente nel racconto Il caso di Charles Dexter Ward.

## Herbert West
Herbert West è un giovane medico che, in seguito ai suoi studi, realizza un fluido in grado di riportare in vita gli esseri umani. I primi risultati si rivelano fallimentari, ma poi inizia a ottenere qualche parziale successo: parziale perché i cadaveri che riporta in vita si comportano come bestie aggressive e totalmente prive di razionalità. La ricerca sugli effetti di questo fluido diventa per West una vera e propria ossessione, al punto che arriva a uccidere delle persone innocenti per procurarsi cadaveri utili ai propri esperimenti. La figura di Herbert West è stata sicuramente ispirata da quella del dottor Frankenstein nell'omonimo romanzo di Mary Shelley.
Il personaggio di Herbert West è stato interpretato da Jeffrey Combs nel film Re-Animator di Stuart Gordon.
Presente nel racconto Herbert West, rianimatore.

## Wilbur Whateley
Wilbur Whateley è un giovane abitante del paese di Dunwich. È il figlio di Lavinia Whateley e della divinità Yog-Sothoth, e nipote dello stregone Noah Whateley. La sua natura, per metà umana e per metà demoniaca, si rende evidente dalla pelle scura, dal volto caprino e da uno sviluppo psicofisico notevolmente accelerato rispetto ad un essere umano: "A un anno e sette mesi [...] era già alto e grosso come un bambino di quattro anni, e parlava con una scioltezza e un'intelligenza incredibili". Il nonno inizia ad istruirlo subito nei riti magici per l'evocazione di Yog-Sothoth. Dopo la morte del nonno Wilbur continua a studiare per conto suo gli incantesimi contenuti nel Necronomicon, di cui tuttavia possiede un'edizione incompleta e contenente degli errori. Per questo motivo si spinge fino alla biblioteca di Arkham, in cerca di una copia corretta del Necronomicon.
Presente nel racconto L'orrore di Dunwich